# ジャク・アニック
ジャク・アニック（Jak Alnwick 、1993年6月17日 - ）は、イングランド・ヘクサム出身のプロサッカー選手。カーディフ・シティFC所属。ポジションはGK。
サッカー選手のベン・アニックは実兄。

## 経歴

### クラブ
2017年1月、レンジャーズFCに移籍。2016–17シーズン最終節のセント・ジョンストンFCで加入後初出場。
2019年7月、ブラックプールFCへレンタル移籍。
2020年6月22日、セント・ミレンFCと2年契約を結んだ。
2022年5月17日、カーディフ・シティFCに2年契約で移籍した。

### 代表
各年代でイングランド代表に選出されていた。2011年にはジャック・バトランド、リー・ニコルズに次ぐ第3キーパーとして2011 FIFA U-20ワールドカップに参加した。

## 所属クラブ
ユース
- サンダーランドAFC 2005-2008
- ニューカッスル・ユナイテッドFC 2008-2011

プロ
- ニューカッスル・ユナイテッドFC 2011-2015

→ゲーツヘッドFC 2011-2012 (loan)
→ブラッドフォード・シティAFC 2015 (loan)
- ポート・ヴェイルFC 2015-2017
- レンジャーズFC 2017-2020

→スカンソープ・ユナイテッドFC 2018-2019 (loan)
→ブラックプールFC 2019-2020 (loan)
- セント・ミレンFC 2020-2022
- カーディフ・シティFC 2022-

## 代表歴
- イングランドU-17
- イングランドU-18
- イングランドU-20
  - 2011 FIFA U-20ワールドカップ